# كونستانتينوس ماكريديس
كونستانتينوس ماكريديس (بالإنجليزية: Constantinos Makrides)‏ (مواليد 13 يناير 1982 في ليماسول) لاعب كرة قدم قبرصي دولي يجيد اللعب في خط الوسط . يلعب حاليا لصالح نادي أومونيا القبرصي منذ 2009 .

## روابط خارجية
- كونستانتينوس ماكريديس على موقع الاتحاد الأوربي (الإنجليزية)
- كونستانتينوس ماكريديس على موقع اتحاد أوكرانيا (الإنجليزية)
- كونستانتينوس ماكريديس على موقع قاعدة بيانات كرة القدم.إي يو (الإنجليزية)
- كونستانتينوس ماكريديس على موقع ناشيونال فوتبول تيمز (الإنجليزية)
- كونستانتينوس ماكريديس على موقع Soccerway.com (الإنجليزية)
- كونستانتينوس ماكريديس على موقع عالم كرة القدم.نت (الإنجليزية)
- كونستانتينوس ماكريديس على موقع AS.com (الإسبانية)